# Irving Block
Irving A. Block est un artiste peintre, enseignant, créateur d'effets spéciaux, producteur de film et scénariste-adaptateur américain, né le 2 décembre 1910 à New York et mort le 3 mai 1986 à Los Angeles.

## Biographie
Enfant de Brooklyn, Irving Block entre à l'université de New York tout en poursuivant des cours du soir à la National Academy of Design. Durant les années de la Grande Dépression, il survit en tant qu'artiste peintre, enrôlé au sein de programmes sociaux soutenus par l'administration Roosevelt. La Work Projects Administration lui commande de nombreuses fresques qu'il exécute à travers tout le pays.
Durant la Seconde Guerre mondiale, il est incorporé au sein du service de cartographie, techniques de camouflage et trompe-l'œil.
Alors que l'industrie cinématographique tend à réduire son personnel, il commence sa carrière cinématographique en 1949 dans l'équipe de production d'un film franco-britannique, Alice au pays des merveilles, qui met en scène des marionnettes : Block y dirige les effets spéciaux. Ce film est considéré comme « maudit » car le lancement fut en partie saboté par les Studios Disney qui préparaient un dessin animé éponyme, et il fut également interdit au Royaume-Uni car jugé irrévérencieux à l'égard de la reine Victoria.
Durant les années 1950, Irving Block, en équipe avec Jack Rabin et Louis DeWitt, produit de nombreux décors et effets spéciaux pour des films indépendants à moyen et faibles budgets, généralement destinés à un public de jeunes gens de 16-21 ans. Par ailleurs, le trio assurait pour certains de ces films l'écriture du scénario, ou la conception de l'histoire.
En 1950, il signe une partie des effets spéciaux (le matte painting) d'un premier film de science fiction, Rocketship X-M de Kurt Neumann, avec qui il retravaillera, film produit par le prolifique propriétaire de salles Robert L. Lippert. Avec ce dernier et Jack Rabin, il devient l'année suivante producteur exécutif de Unknown World, adapté du Voyage au centre de la Terre de Jules Verne.
Bien que non crédité, il exécute le matte painting sur le plateau d'Invaders from Mars (1953) de William Cameron Menzies, travail pour lequel il est remarqué.
Son travail le plus célèbre reste sans doute celui effectué sur le film de science-fiction Planète interdite — qui coûta tout de même près de 3 millions de dollars : Block y signe, avec Allen Adler, la transposition de la tragédie de William Shakespeare, La Tempête en un « space opera », et contribue aux matte paintings figurant la planète Altaïr.
Il travaille également pour l'American International Pictures fondée par Samuel Z. Arkoff en 1955, qui produisit Roger Corman, entre autres.
En 1957, c'est à la fois en tant que directeur artistique et scénariste qu'il participe à Kronos, l'un des films les plus aboutis de Kurt Neumann.
Entre 1958 et 1960, il est embauché sur de nombreuses productions destinées à la télévision, notamment des séries, dont Men into Space (en) (1959-1960) où il assure certains effets photographiques et optiques.
L'une de ses dernières collaborations date de 1963 avec The Caretakers d'Hall Bartlett, où il signe la conception graphique du générique.
Puis il devient professeur d'art à l'université de Californie, où il enseigne jusqu'à sa mort.
Certaines de ses peintures liées à la production cinématographique ont été léguées à la Smithsonian Institution.